# Порогова напруга відключення
В електроніці порогова напруга відключення - це напруга, при якій акумулятор вважається повністю розрядженим, а подальший розряд може призвести до пошкоджень і травмувань. Деякі електронні пристрої, наприклад, мобільні телефони, автоматично вимикаються при досягнені порогової напруги відключення.

## Акумулятори
Порогова напруга відключення для акумулятора - це встановлена нижня межа напруги, при якій розряд акумулятора вважається повним. Напруга відключення зазвичай вибирається таким чином, щоб була досягнута максимальна корисна ємність акумулятора. Напруга відключення сильно залежить від типу акумулятора та способу використання. При тестуванні ємності NiMH або NiCd акумулятора зазвичай використовується напруга відключення 1.0 В на елемент, тоді як 0.9 В зазвичай використовується як напруга відключення лужного елемента живлення . Пристрої, які мають занадто високу напругу відключення, можуть припинити роботу, хоча акумулятор все ще має значну ємність.

### Напруги відключення в портативній електроніці
Деякі портативні пристрої використовують не весь спектр напруги акумулятора. Живлення обладнання припиняється до того, як буде використано відносно велику частину часу роботи акумулятора.
Висока напруга відключення є більш поширеною, ніж, можливо, припускається. Наприклад, мобільний телефон певної марки, який живиться від одноелементної літій-іонної батареї, відключається при напрузі 3.3 В. Li‑ion можна розрядити до 3 В і нижче; однак при розряді до 3.3 В (при кімнатній температурі) використовується близько 92–98 % ємності. Важливо, особливо у випадку літій-іонних акумуляторів, які сьогодні використовуються в переважній більшості портативної електроніки, напруги відключення нижче 3.2 В може призвести до хімічної нестабільності елементу, в результаті чого термін служби акумулятора скорочується. З цієї причини виробники електроніки, як правило, використовують вищі напруги відключення, усуваючи потребу споживачам купувати акумулятор для заміни до того, як інші деталі техніки почнуть виходити з ладу.